# Manihari
Manihari é um cidade no distrito de Katihar, no estado indiano de Bihar.

## Geografia
Manihari está localizada a 25° 21′ N, 87° 38′ L. Tem uma altitude média de 31 metros (101 pés).

## Demografia
Segundo o censo de 2001, Manihari tinha uma população de 21.783 habitantes. Os indivíduos do sexo masculino constituem 53% da população e os do sexo feminino 47%. Manihari tem uma taxa de literacia de 44%, inferior à média nacional de 59,5%: a literacia no sexo masculino é de 52% e no sexo feminino é de 35%. Em Manihari, 19% da população está abaixo dos 6 anos de idade.